# Länsrätten i Hallands län
Länsrätten i Hallands län var en av Sveriges länsrätter. Dess domkrets omfattade Hallands län. Kansliort var Halmstad. Länsrätten i Hallands län låg under Kammarrätten i Göteborg. Från den 15 februari 2010 kom domkretsen att tillhöra den nya Förvaltningsrätten i Göteborg.

## Domkrets
Eftersom Länsrättens i Hallands län domkrets bestod av Hallands län, omfattade den Falkenbergs, Halmstads, Hylte, Kungsbacka, Laholms och Varbergs kommuner. Beslut av kommunala myndigheter i dessa kommuner överklagades därför som regel till Länsrätten i Hallands län. Mål om offentlighet och sekretess överklagades dock direkt till Kammarrätten i Göteborg.

## Centrala statliga myndigheter vars beslut överklagades till Länsrätten i Hallands län
Det finns inga stora, statliga myndigheter med säte i Hallands län.